# Laodike (Gattin des Seleukos II.)
Laodike (altgriechisch Λαοδίκη Laodíkē) war eine Tochter des Andromachos und Schwester des Achaios.
Sie wurde 246 v. Chr. mit dem Seleukidenkönig Seleukos II. vermählt, dem sie die Söhne Seleukos III. und Antiochos III. sowie zwei Töchter (Antiochis und eine weitere unbekannten Namens) gebar.